# Bad and Boujee
"Bad and Boujee" é uma canção do grupo musical norte-americano Migos, gravada para o seu terceiro álbum de estúdio Culture. Conta com a participação do rapper compatriota Lil Uzi Vert e foi composta por ambos em conjunto com Robert Mandell, sendo produzida por Metro Boomin e G Koop. O seu lançamento ocorreu em 28 de outubro de 2016, através das gravadoras Quality Control Entertainment, 300 Entertainment e Atlantic Records, servindo como o primeiro single do disco.

## Faixas e formatos
| Download digital |                                     |         |  |
| N.º              | Título                              | Duração |  |
| 1.               | "Bad and Boujee" (com Lil Uzi Vert) | 5:34    |  |

## Desempenho nas tabelas musicais

### Posições
| Tabela musical (2016–17)                               | Melhor posição |
| ------------------------------------------------------ | -------------- |
| Alemanha (Media Control Charts)                        | 88             |
| Austrália (ARIA Charts)                                | 34             |
| Bélgica (Ultratip de Flandres)                         | 8              |
| Bélgica (Ultratip da Valônia)                          | 37             |
| Canadá (Canadian Hot 100)                              | 5              |
| Escócia (The Official Charts Company)                  | 87             |
| Eslováquia (IFPI Slovenská Republika)                  | 66             |
| Estados Unidos (Billboard Hot 100)                     | 1              |
| Estados Unidos (Hot R&B/Hip-Hop Songs)                 | 1              |
| França (Syndicat National de l'Édition Phonographique) | 139            |
| Irlanda (Irish Recorded Music Association)             | 56             |
| Nova Zelândia (NZ Top 40 Singles)                      | 20             |
| Países Baixos (MegaCharts)                             | 59             |
| Reino Unido (UK Singles Chart)                         | 34             |
| Chéquia (IFPI Česká Republika)                         | 69             |
| Suécia (Sverigetopplistan)                             | 37             |
| Suíça (Schweizer Hitparade)                            | 40             |